# Paolo di Giovanni Fei

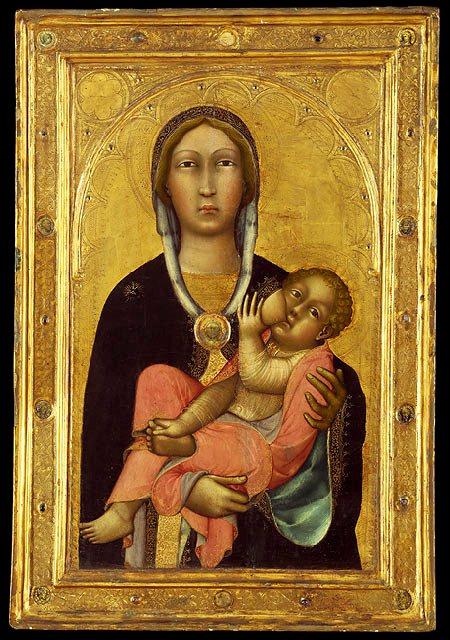
Virgen con el Niño, Metropolitan Museum, NY.

Paolo di Giovanni Fei (San Quirico, Castelvecchio, c. 1345 - Siena, c. 1411). Pintor italiano del gótico tardío, perteneciente a la escuela sienesa.

## Datos biográficos
Poseemos poca información sobre la vida de este artista, que a menudo ha sido confundido con Francesco di Vannuccio. Parece que ya se encontraba en Siena hacia 1369. El registro de pintores de la ciudad lo menciona en 1389. Su primer trabajo fechado y firmado es de 1381. Entre 1395 y 1410 lo encontramos trabajando en la Catedral de Siena. Parece que falleció poco después.
Su estilo deriva de artistas como Pietro y Ambrogio Lorenzetti, Bartolo di Fredi o Simone Martini. Las figuras de sus obras se distinguen por su curiosa fisonomía: grandes mejillas y narices en los rostros y dedos terminados de forma bulbosa en las extremidades. Otra característica es su gusto por el color y los detalles anecdóticos, a menudo tomados de los maestros sieneses anteriores a su generación. Sin embargo su habilidad en la creación de espacios es limitada, cayendo en incoherencias entre arquitectura y figuras frecuentemente.
Alumnos suyos fueron artistas como Sassetta o Giovanni di Paolo.

## Obras destacadas
- Nacimiento de la Virgen (Pinacoteca Nacional de Siena)
- Virgen con el Niño (c. 1370, Metropolitan Museum, New York)
- Predicación del Bautista (Fogg Museum of Art, Harvard University)
- Virgen de la Humildad (Chi-Mei Museum, Taiwán)
- Virgen con Niño entre San Francisco y San Luis de Tolosa y dos ángeles (c. 1375, High Museum of Art)
- Cristo camino del Calvario (c. 1385, Memphis Brooks Museum of Art)
- Asunción de la Virgen (c. 1385, National Gallery of Art, Washington)
- Presentación de la Virgen (c. 1400, National Gallery of Art, Washington)
- Crucifición con santos (c. 1400, Wallraf-Richartz Museum, Colonia)